# جورج فردریک گورینگ
جورج فردریک گورینگ (انگلیسی: G. F. Gorringe; ۱۰ فوریهٔ ۱۸۶۸ – ۲۴ اکتبر ۱۹۴۵) فرمانده نظامی اهل بریتانیا بود. وی برندهٔ جوایزی همچون نشان حمام شده‌است.